# زبان اشاره شیلیایی
زبان اشاره شیلیایی زبان اشاره‌ای است که توسط ناشنوایان و کم شنوایان در شیلی استفاده می‌شود.